# 29808 Youssoliman
29808 Youssoliman este un asteroid din centura principală de asteroizi.

## Descriere
29808 Youssoliman este un asteroid din centura principală de asteroizi. A fost descoperit pe 10 februarie 1999 la Socorro, New Mexico, în cadrul proiectului LINEAR. Asteroidul prezintă o orbită caracterizată de o semiaxă mare de 2,58 ua, o excentricitate de 0,14 și o înclinație de 3,6° în raport cu ecliptica.